# Запис липа код цркве (Ловци)
Запис липа код храма Свете Тројице се налази на парцели чији је власник Град Јагодина.

## Локација
| Општина             | Јагодина                                                                    |
| Катастарска општина | Ловци                                                                       |
| Потес               | Горња Мала, храм Свете Тројице                                              |
| Координате          | 44° 03′ 54″ С; 21° 08′ 21″ И / 44.064999999999998° С; 21.139099999999999° И |
| Надморска висина    | 144m                                                                        |

## Карактеристике
Дендрометријске вредности утврђене на терену и сателитским снимцима:
| Стабло                     | Липа |
| Висина стабла              | m    |
| Обим дебла                 | m    |
| Пречник крошње             | 12m  |
| Пречник дебла              | m    |
| Висина дебла до прве гране | m    |

## База записа
Запис је у оквиру Викимедија пројекта "Запис - Свето дрво" заведен под редним бројем 1162.